# Timelkam
Timelkam is een gemeente in de Oostenrijkse deelstaat Opper-Oostenrijk, gelegen in het district Vöcklabruck. De gemeente heeft ongeveer 5800 inwoners.

## Geografie
Timelkam heeft een oppervlakte van 18 km². De gemeente ligt in het zuidwesten van de deelstaat Opper-Oostenrijk. Het ligt ten noordoosten van de deelstaat Salzburg en ten zuiden van de grens met Duitsland.
- Gemeinsame Normdatei: 7680466-5
- MusicBrainz: edebedf2-842d-4d9b-b472-4c2566d97642
- Virtual International Authority File: 235718675
- WorldCat: E39PCjHWVc6WM84mwHWWdPgywK